# New Jersey Nets 2010-2011
La stagione 2010-11 dei New Jersey Nets fu la 35ª nella NBA per la franchigia.
I New Jersey Nets arrivarono quarti nella Atlantic Division della Eastern Conference con un record di 24-58, non qualificandosi per i play-off.

## Roster
| N° | Naz.                   | Ruolo | Sportivo          | Anno | Alt. | Peso |
| -- | ---------------------- | ----- | ----------------- | ---- | ---- | ---- |
| 0  | Stati Uniti (bandiera) | G     | Sundiata Gaines   | 1986 | 185  | 84   |
| 0  | Stati Uniti (bandiera) | G     | Orien Greene      | 1982 | 193  | 94   |
| 1  | Stati Uniti (bandiera) | A     | Terrence Williams | 1987 | 198  | 100  |
| 2  | Stati Uniti (bandiera) | G     | Jordan Farmar     | 1986 | 188  | 82   |
| 6  | Stati Uniti (bandiera) | G     | Mario West        | 1984 | 196  | 95   |
| 7  | Stati Uniti (bandiera) | AC    | Troy Murphy       | 1980 | 211  | 111  |
| 8  | Stati Uniti (bandiera) | A     | Joe Smith         | 1975 | 208  | 102  |
| 8  | Stati Uniti (bandiera) | G     | Deron Williams    | 1984 | 191  | 95   |
| 10 | Stati Uniti (bandiera) | GA    | Damion James      | 1987 | 201  | 102  |
| 11 | Stati Uniti (bandiera) | C     | Brook Lopez       | 1988 | 213  | 118  |
| 13 | Stati Uniti (bandiera) | G     | Quinton Ross      | 1981 | 198  | 88   |
| 14 | Stati Uniti (bandiera) | A     | Derrick Favors    | 1991 | 208  | 112  |
| 18 | Stati Uniti (bandiera) | G     | Ben Uzoh          | 1988 | 191  | 93   |
| 20 | Slovenia (bandiera)    | G     | Saša Vujačić      | 1984 | 201  | 88   |
| 21 | Stati Uniti (bandiera) | A     | Travis Outlaw     | 1984 | 206  | 95   |
| 22 | Stati Uniti (bandiera) | G     | Anthony Morrow    | 1985 | 196  | 95   |
| 26 | Stati Uniti (bandiera) | G     | Stephen Graham    | 1982 | 198  | 98   |
| 27 | Francia (bandiera)     | C     | Johan Petro       | 1986 | 213  | 112  |
| 32 | Stati Uniti (bandiera) | A     | Brandan Wright    | 1987 | 206  | 93   |
| 34 | Stati Uniti (bandiera) | G     | Devin Harris      | 1983 | 191  | 84   |
| 43 | Stati Uniti (bandiera) | A     | Kris Humphries    | 1985 | 206  | 107  |
| 50 | Paesi Bassi (bandiera) | C     | Dan Gadzuric      | 1978 | 211  | 109  |

## Staff tecnico
- Allenatore: Avery Johnson
- Vice-allenatori: Sam Mitchell, John Loyer, Popeye Jones, Tom Barrise, Larry Krystkowiak
- Vice-allenatore per lo sviluppo dei giocatori: Doug Overton
- Vice allenatore e preparatore fisico: Rich Dalatri
- Preparatore atletico: Tim Walsh